# Dewa Sura
Dewa Sura fue el último gobernante del reino medieval del Pahang que reinó a mediados del siglo XV. Su nombre aparece en los Anales Malayos como el último Maharajá de Pahang, cuyo reino fue conquistado por el Sultanato de Malaca.
Muzaffar Shah, quinto sultán de Malaca que reinó de 1446 a 1459 se negó a reconocer la soberanía de Ligor sobre su país. Los ligorianos, para reafirmar su dominio, enviaron un ejército invasor dirigido por Awi Chakri para someter a Malaca. Los invasores, que fueron ayudados por auxiliares de Pahang, siguieron la antigua ruta por los ríos Tembeling, Pahang y Bera. El ejército de invasión fue derrotado fácilmente por las fuerzas malacas y huyeron por la misma ruta. Posteriormente, intentaron una invasión naval, pero fueron nuevamente derrotados. Muzaffar Shah entonces concibió la idea de no solo liberarse del yugo ligoriano, si no de ampliar su influencia atacando al estado vasallo de Ligor, Pahang. Una expedición fue organizada por el hijo de Muzaffar, el rajá Abdulá y fue dirigida personalmente por el bendahara de Melaca, Tun Perak, con doscientas naves, grandes y pequeñas, atacó la costa de Pahang y la conquistó en el año 1454. Dewa Sura huyó al interior mientras que su hija, Putri Wanang Seri, fue capturada. Los vencedores, ansiosos por ganar la buena voluntad del bendahara, se apresuraron en la búsqueda del rey fugitivo hasta que fue capturado y llevado junto con su hija a la capital de Malaca.
En el año en que Pahang fue conquistada, el rajá Abdulá se casó con Putri Wanang Seri, la hija de Dewa Sura, cuyo nombre había sido cambiado, probablemente al convertirse al islam, a Putri Lela Wangsa. Con ella tuvo dos hijos, el rajá Ahmad y rajá Muhamed, que más tarde serían proclamados como sultanes del sultanato autónomo del Pahang.